# Hotel María Cristina

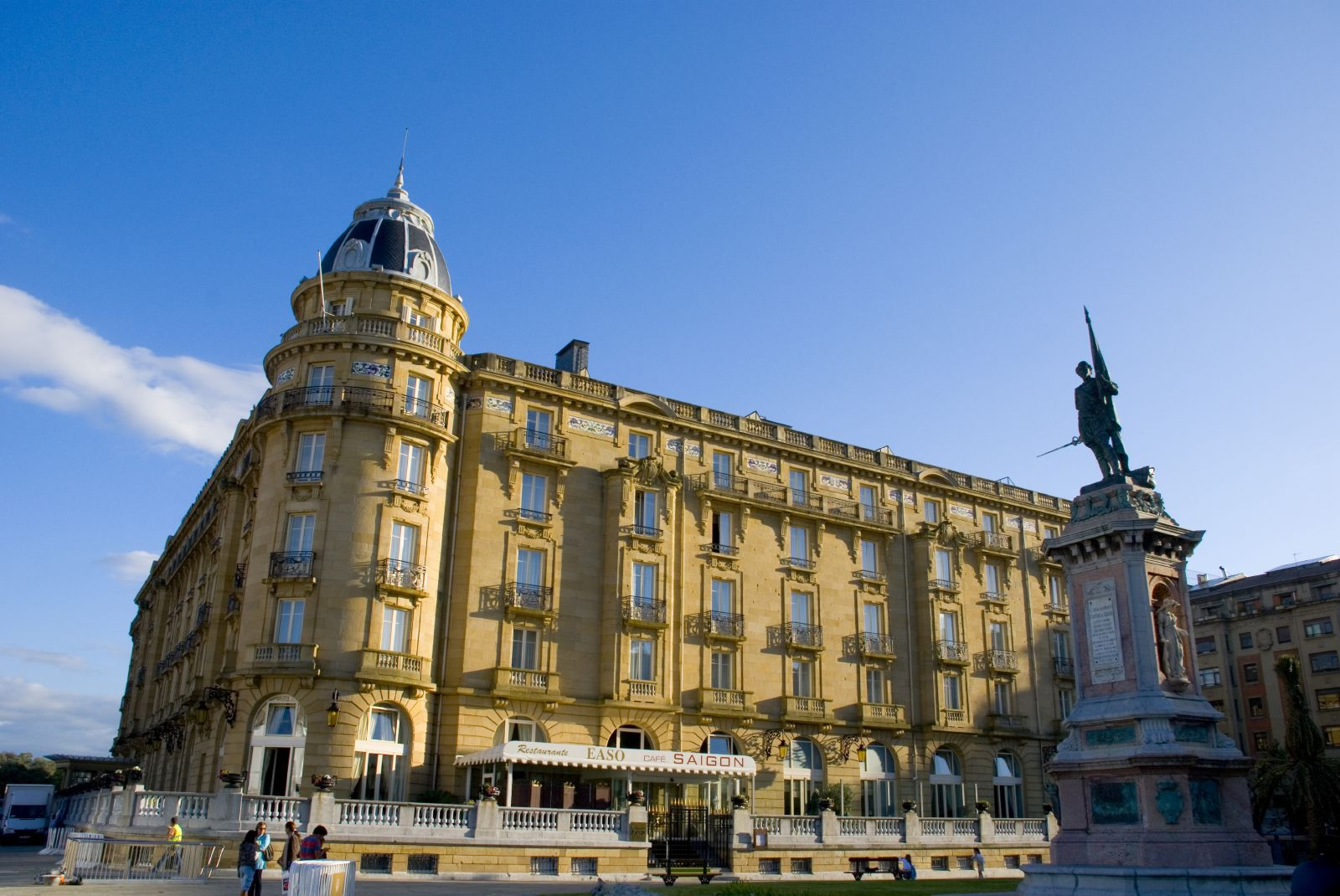
Vista de l'Hotel María Cristina

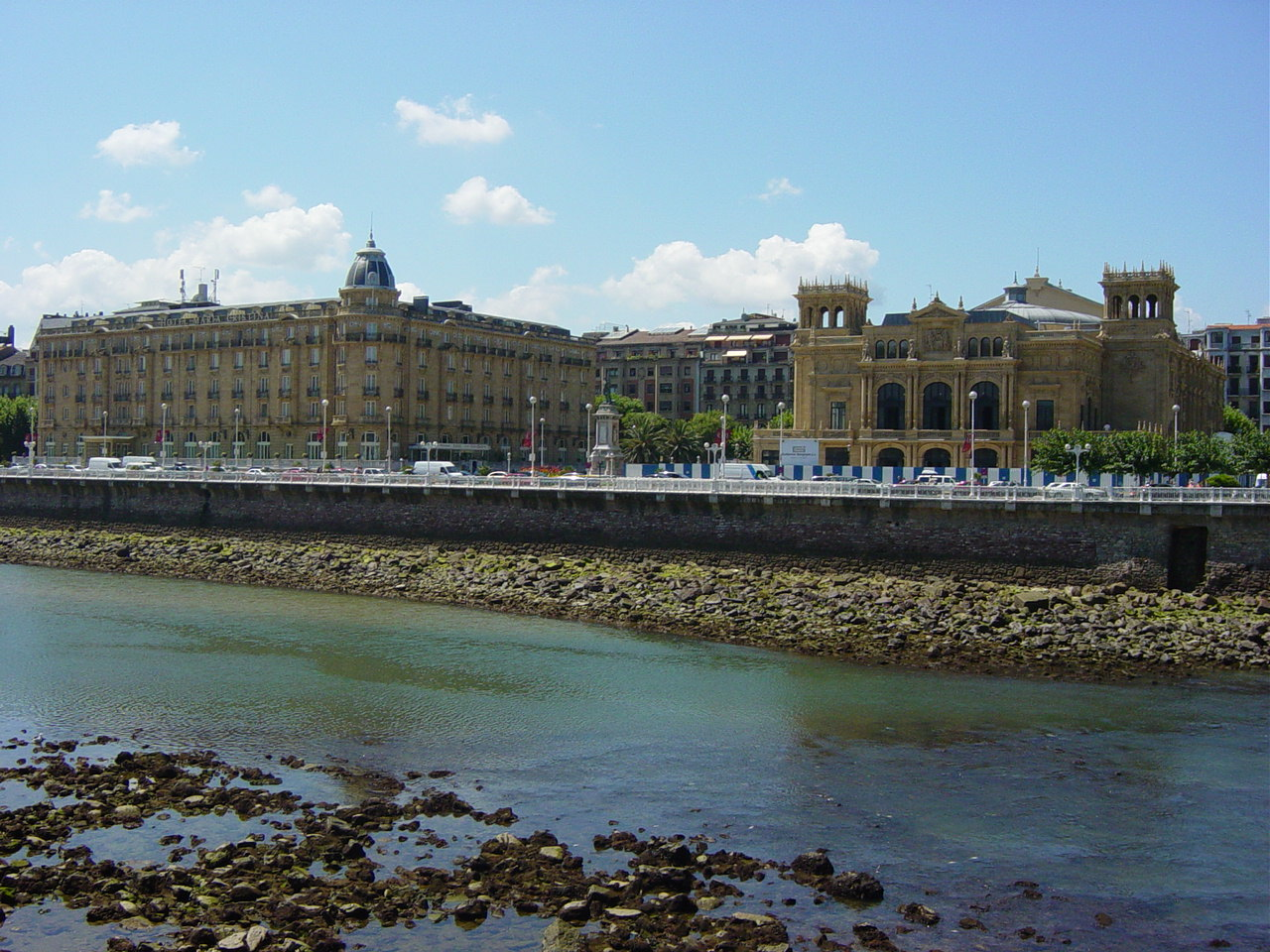
A l'esquerra l'Hotel María Cristina i a la dreta el Teatro Victoria Eugenia

L'Hotel María Cristina és un hotel situat a la ciutat de Sant Sebastià (Guipúscoa). Inaugurat en 1912, va protagonitzar la belle époque donostiarra i és l'allotjament principal de les estrelles que acudeixen al Festival Internacional de Cinema de Sant Sebastià. En ell s'han allotjat personatges històrics tan diversos com Bette Davis, Lev Trotsky, Mata Hari, Maurice Ravel, Coco Chanel, Audrey Hepburn, Alfred Hitchcock, Steven Spielberg o Mick Jagger.

## Història
Al començament del segle xx Sant Sebastià començava a convertir-se en una de les més importants destinacions turístiques de la burgesia espanyola i europea. El desenvolupament arquitectònic de la ciutat a partir de l'Eixample racionalista de Cortázar, culminat en 1913, havia configurat una ciutat de caràcter afrancesat a la que es pretenia dotar dels més avançats equipaments. A aquest efecte, un grup de donostiarres visionaris va crear en 1902 la Societat de Foment de Sant Sebastià, un organisme privat el principal objectiu del qual era dotar la ciutat d'un gran hotel de luxe i d'un teatre.
Es van remenar diverses opcions per a situar tots dos edificis, que en qualsevol cas s'edificarien junts. Una de les opcions considerades va ser construir-los enfront de la badia de la Concha. Finalment, es va prendre la decisió d'edificar-los als jardins de la Zurriola, un ampli parc urbà a la vora de la desembocadura del riu Urumea, on es trobava una escultura de l'almirall Oquendo que encara avui continua al seu lloc original. L'Ajuntament de Sant Sebastià va cedir aquest espai amb la condició que tant l'hotel com el teatre passessin a ser propietat municipal al cap d'un període de 70 anys des de la seva obertura.
En 1909 van començar, de forma simultània, les obres de construcció del teatre i de l'hotel. El teatre va ser concebut per l'arquitecte Francisco de Urcola, qui es va basar en altres teatres europeus de construcció recent. L'hotel, per part seva, va ser ideat per Charles Mewes, autor de diversos hotels Ritz a Europa, com, per exemple, els de Madrid i París, i Urcola va dur a terme la direcció del projecte.
Finalment, en 1912 van ser inaugurats el Teatro Victoria Eugenia i l'Hotel María Cristina, a la inauguració del qual va acudir la reina Maria Cristina. El Teatre i l'Hotel configuraven, a partir de llavors, un dels conjunts monumentals més excel·lents de la ciutat. La seva època d'esplendor va coincidir amb la belle époque donostiarra, és a dir, amb el període de la Primera Guerra Mundial, durant la qual Sant Sebastià es convertiria en el centre europeu de reunió de les classes acomodades. Després de la Guerra Civil i la postguerra, l'Hotel recuperaria l'esplendor perduda amb la creació del Festival Internacional de Cinema de Sant Sebastià, les estrelles del qual s'allotjaran des de llavors i cada any a l'Hotel. De fet, la proximitat de l'Hotel al Teatro Victoria Eugenia possibilitava el pas de les estrelles de l'un a l'altre per una catifa vermella que es convertiria en un dels elements distintius del Festival a nivell internacional.
En els anys cinquanta es va afegir una nova ala a l'edifici, que passava a tenir forma d'U en lloc de la forma en L original. En 1982, l'Hotel María Cristina va passar a les mans de l'Ajuntament. Durant els anys 1987 i 1988 tanca les portes per a renovar-se i adquirir la categoria de 5 estrelles (fins llavors era de 4). Part del cost d'aquestes obres de renovació va ser sufragat gràcies a la venda d'una de les parts de l'ala afegida a la L original en els anys cinquanta per a destinar-ho a la construcció d'apartaments. Des de llavors, l'edifici és propietat municipal i l'explotació es concedeix a una cadena internacional d'hotels. Actualment l'hotel està gestionat per la divisió d'hotels de luxe The Luxury Collection de la cadena Starwood Hotels, l'encarregada de la seva gestió, que va dur a terme una controvertida modificació en la seva decoració. Anteriorment va ser gestionat per les cadenes Leading Hotels of the World i Westin.